# Vavray-le-Petit
Vavray-le-Petit är en kommun i departementet Marne i regionen Grand Est (tidigare regionen Champagne-Ardenne) i nordöstra Frankrike. Kommunen ligger i kantonen Heiltz-le-Maurupt som tillhör arrondissementet Vitry-le-François. År 2022 hade Vavray-le-Petit 61 invånare.

## Befolkningsutveckling
Antalet invånare i kommunen Vavray-le-Petit
| Referens: INSEE |